# 오석환
- 2005년 제일화재야구대상 프로심판상
- 2008년 제13회 일구상 심판상

오석환(吳錫煥, 1964년 10월 26일 ~ )은 KBO 리그 심판 위원이다.
1991년 4월 5일 대전구장에서 열린 한화 vs 쌍방울전에 3루심으로 처음 출장한 오석환 심판위원은 이규석 심판위원(은퇴) 이후 2번째로 2000경기(2009.09.01) 이상 출장했다.

## 출신학교
- 군산상업고등학교
- 경희대학교